# Grosar
Grosar je priimek v Sloveniji, ki ga je po podatkih Statističnega urada Republike Slovenije na dan 1. januarja 2010 uporabljalo 83 oseb in je med vsemi priimki po pogostosti uporabe uvrščen na 5.104. mesto.

## Znani nosilci priimka
- Aljoša Grosar (*1967), šahist
- Jaka Grosar (*1978), smučarski skakalec
- Kiti Grosar (*1976), šahistka